# Daric Barton
Pour les articles homonymes, voir Barton.
Daric William Barton (né le 16 août 1985 à Springfield, Vermont, États-Unis) est un joueur de premier but de la Ligue majeure de baseball ayant évolué pour les Athletics d'Oakland de 2007 à 2014. 

## Carrière
Après des études secondaires à la Marina High School d'Huntington Beach (Californie), Daric Barton est drafté le 3 juin 2003 par les Cardinals de Saint-Louis au premier tour de sélection (28e choix). Il perçoit un bonus 975 000 dollars à la signature de son premier contrat professionnel le 10 juin 2003.
Encore joueur de Ligues mineures, Barton est transféré chez les Athletics d'Oakland le 18 décembre 2004 à l'occasion de l'échange de Mark Mulder. Il débute en Ligue majeure sous les couleurs des Athletics le 10 septembre 2007. Barton frappe son premier coup sûr, un double, à l'occasion de son troisième passage au bâton.
Durant la pause du match des étoiles 2008, Barton se blesse au cou sans graves conséquences en plongeant dans une piscine. 
Barton commence la saison 2009 en Triple-A sous les couleurs des Sacramento River Cats. Rappelé en Ligue majeure, il est victime d'une nouvelle blessure fin juillet 2009 à l'occasion d'une réception en grand écart au premier but lors d'une rencontre au Yankee Stadium face aux Yankees de New York. Entre les blessures et les retours en Ligues mineures, Barton ne fait que 54 apparitions en Ligue majeure en 2009 contre 140 en 2008. La fin de saison est toutefois prometteuse avec une moyenne au bâton de 0,310 pour 16 points produits en septembre 2009.
En 2010, les A's confient le poste de premier but à Barton. En offensive, il affiche une moyenne au bâton de ,273 en 159 partis jouées avec 152 coups sûrs, 10 circuits et 57 points produits. Il est le meneur parmi les joueurs de la Ligue américaine pour le nombre de buts-sur-balles reçus, avec 110. Sa moyenne de présence sur les buts de ,393 est la seconde meilleure de son équipe après Jack Cust (,395).
Il connaît une saison 2011 difficile en offensive et est rétrogradé aux ligues mineures en cours d'année. Il ne frappe que pour ,212 en 67 parties jouées.

## Statistiques
| Saison | Équipe  | G   | AB   | R   | H   | 2B | 3B | HR | RBI | SB | BA    |
| ------ | ------- | --- | ---- | --- | --- | -- | -- | -- | --- | -- | ----- |
| 2007   | Oakland | 18  | 72   | 16  | 25  | 9  | 0  | 4  | 8   | 1  | 0,347 |
| 2008   | Oakland | 140 | 446  | 59  | 101 | 17 | 5  | 9  | 47  | 2  | 0,226 |
| 2009   | Oakland | 54  | 160  | 31  | 43  | 12 | 1  | 3  | 24  | 0  | 0,269 |
| 2010   | Oakland | 159 | 556  | 79  | 152 | 33 | 5  | 10 | 57  | 7  | 0,273 |
| Totaux | Totaux  | 371 | 1234 | 185 | 321 | 71 | 11 | 26 | 136 | 10 | 0,260 |

Note : G = Matches joués ; AB = Passages au bâton; R = Points ; H = Coups sûrs ; 2B = Doubles ; 3B = Triples ; 
HR = Coup de circuit ; RBI = Points produits ; SB = Buts volés ; BA = Moyenne au bâton.